# 하노이한국국제학교
하노이한국국제학교(Korean International School in Hanoi)는 베트남 하노이 시에 있는 재외한국학교이다.

## 연혁
- 2000 ~ 2009

- 2004년 5월 학교 설립추진위원회 구성
- 2005년 9월 사과나무 학교 운영
- 2005년 12월 학교 재단이사회 발족(초대 이사장 김정인)
- 2006년 3월 한국 교육인적자원부 학교설립 인가 및 학력인정
- 2006년 4월 개교 (입학생 56명)
- 2006년 7월 베트남 교육훈련부 학교설립 인가
- 2007년 2월 초대 전길상 교장 부임
- 2007년 2월 제1회 졸업식 (초등 4명)
- 2007년 3월 중등학교 설립인가 및 학력인정
- 2008년 1월 제2회 졸업식 (초등 22명, 중등 10명)
- 2008년 1월 교사 이전 (미딩 1, 화이잉다오학교)
- 2009년 1월 제3회 졸업식 (초등 24명, 중등 21명, 고등 1명)

- 2010 ~ 2019

- 2010년 8월 제2대 신현명 교장 부임
- 2010년 9월 교사 이전(중화, 베트남스타학교)
- 2010년 12월 신축교사 착공
- 2012년 1월 현재 위치로 학교 이전
- 2012년 3월 신축교사 준공식
- 2010년 8월 제3대 오경자 교장 부임
- 2015년 3월 제10회 입학식(초등 85명, 중등 58명, 고등 79명, 총 222명)
- 2015년 8월 제2대 신동민 이사장 취임
- 2015년 8월 제4대 김현진 교장 부임
- 2016년 3월 제11회 입학식(초등 105명, 중등 88명, 고등 106명, 총 299명)
- 2016년 4월 개교 10주년 기념식 거행
- 2016년 5월 제3대 박성주 이사장 취임
- 2017년 3월 제12회 입학식(초등 146명, 중등 124명, 고등 100명, 총 370명)
- 2018년 3월 제13회 입학식(초등 183명, 중등 140명, 고등 131명, 총 454명)
- 2018년 4월 제4대 이재은 이사장 취임
- 2018년 8월 제5대 최광익 교장 부임
- 2019년 1월 초등 13회, 중등 12회, 고등 11회 졸업식(초등 182명, 중등 115명, 고등 112명, 총 409명) (졸업생 누계 1,902명)
- 2019년 3월 제14회 입학식(초등 211명, 중등 183명, 고등 152명, 총 546명)

- 2020 ~ 현재

- 2020년 1월 초등 14회, 중등 13회, 고등 12회 졸업식(초등 183명, 중등 142명, 고등 106명, 총 431명) (졸업생 누계 2,339명)
- 2020년 3월 제15회 입학식(초등 110명, 중등 171명, 고등 145명, 총 426명)
- 2021년 1월 초등 15회, 중등 14회, 고등 13회 졸업식(초등 181명, 중등 146명, 고등 133명, 총460명) (졸업생 누계 2,799명)
- 2021년 2월 이룸관(고등신축관) 증축 준공
- 2021년 3월 제16회 입학식(초등175명, 중등 181명, 고등 173명, 총529명)
- 2021년 4월 이룸관(고등신축관) 개관 기념 학교 개방의 날
- 2021년 8월 제6대 오준식 교장 부임
- 2022년 3월 제17회 입학식(초등 165명, 중등 193명, 고등 186명, 총 544명)
- 2022년 5월 제5대 김경록 이사장 취임
- 2023년 1월 초등 17회, 중등 16회, 고등 15회 졸업식(초등 206명, 중등 171명, 고등 129명, 총 506명) (졸업생 누계 3,806명)
- 2024년 1월 초등 18회, 중등 17회, 고등 16회 졸업식(초등 205명, 중등 173명, 고등 144명, 총 522명) (졸업생 누계 4,328명)
- 2024년 8월 제7대 이인숙 교장 부임
- 2025년 1월 초등 19회, 중등 18회, 고등 17회 졸업식(초등 210명, 중등 204명, 고등 167명, 총 581명) (졸업생 누계 4,909명)
- 2025년 3월 제20회 입학식(초등 169명, 중등 221명, 고등 216명, 총 606명)